# Lugnet

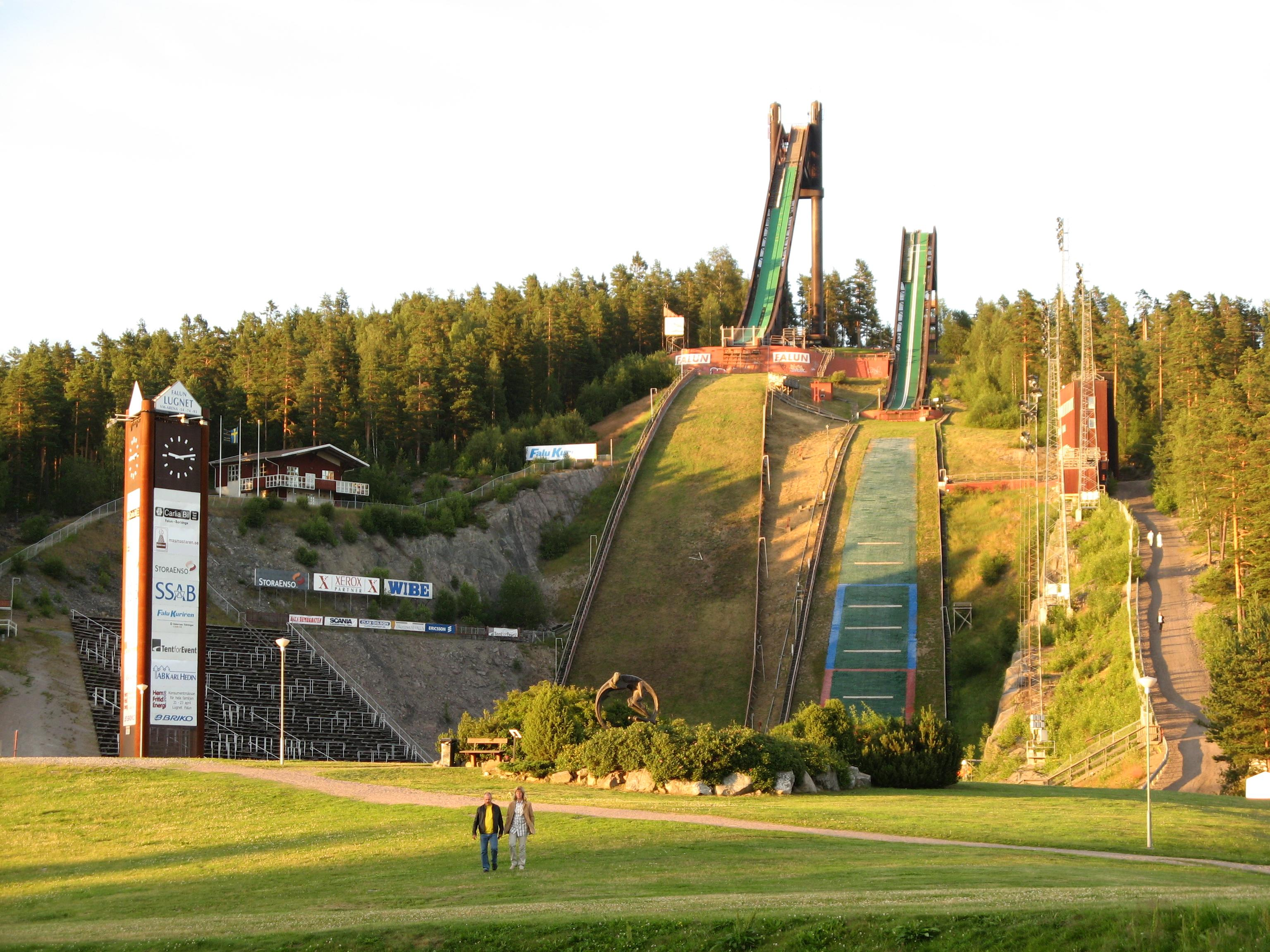
Lugnet-Sprungschanzen im Sommer

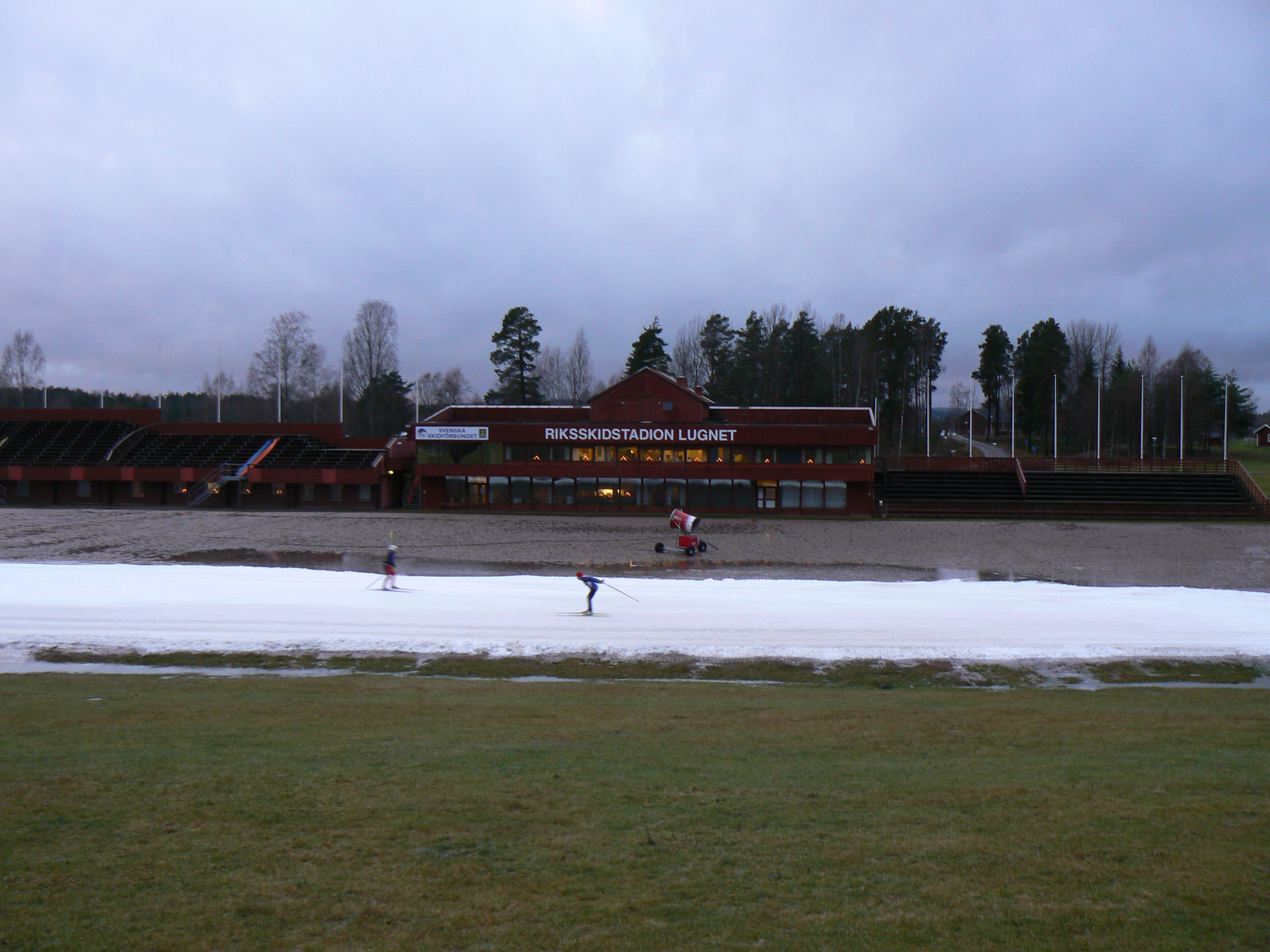
Reichsskistadion

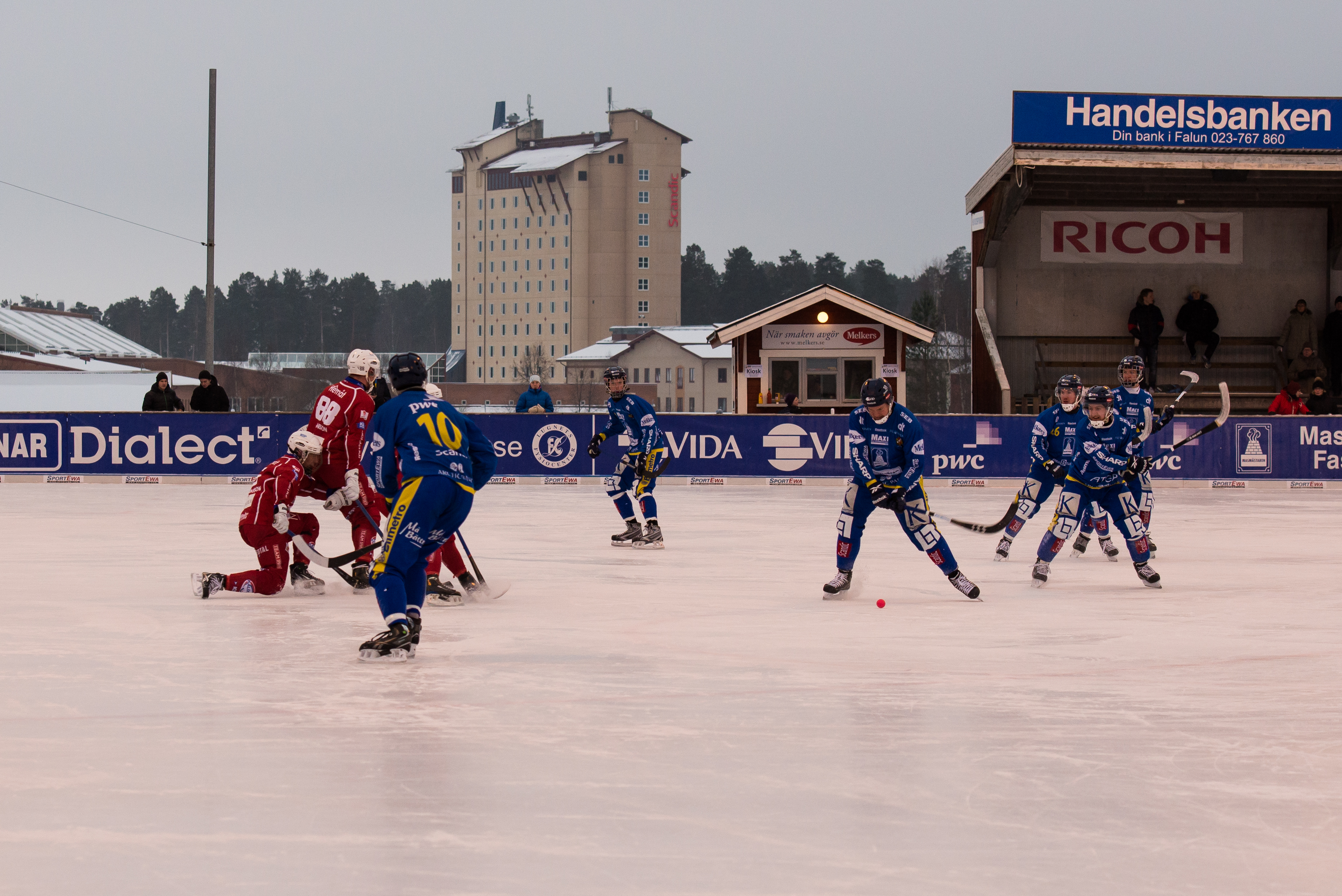
Der Bandymannschaft Falu BS im Lugnets-Eisstadion

Lugnet ist eine Sport- und Freizeitanlage in der schwedischen Stadt Falun, wie auch ein Naturreservat.
Das weitläufige Gelände der Anlage umfasst das Reichsskistadion, die Lugnet-Schanzen, ein Eisstadion (Lugnets Isstadion), ein Leichtathletikstadion, eine Tennishalle und andere Sporthallen, ein Freibad, wie auch ein Hallenbad und Camping. Das größte Gebäude ist die Lugnethallen, die das Hallenbad, eine Gymnastikhalle und eine weitere Sporthalle, die u. a. auch für Konzerte genutzt wird, beherbergt.
Insgesamt kann man ca. 60 unterschiedliche Sportarten auf dem Gelände betreiben.

## Nutzung des Geländes
Lugnet beherbergt zahlreiche Sportvereine, die hier ihre Heimspielstätten haben. Dazu zählen u. a. der Unihockeyverein IBF Falun, der Bandy- und Fußballverein Falu BS. Die Leichtathletikanlagen dienen u. a. den Kallurschwestern (Jenny und Susanna Kallur) als Trainingsort. Des Weiteren werden die Anlagen vom Sportgymnasium genutzt (Lugnetsgymnasium).
Jedes Jahr ist das Reichsskistadion (Lugnets Riksskidstadion) Austragungsort von Skilanglauf-Weltcup-Wettbewerben. Während der Orientierungslauf-Europameisterschaften 2012 wurden hier der Sprint und die Staffel durchgeführt.
Auf dem Gelände wurden 2015 die Nordischen Skiweltmeisterschaften ausgetragen, dazu wurde die komplette Anlage modernisiert.

## Sonstiges
Zum 100-jährigen Jubiläum des Schwedischen Sportverbandes im Jahr 2003 wurde das Reichsskistadion auf dem Gelände Lugnet in die Liste von 100 schwedischen sporthistorischen Stätten aufgenommen.